# Anthony Weiner
Anthony David Weiner (New York, 4 settembre 1964) è un politico statunitense, ex membro della Camera dei Rappresentanti per lo stato di New York.

## Biografia
Di origine ebraica, figlio di un avvocato e di una insegnante, inizialmente Anthony Weiner cercò di diventare meteorologo, ma i suoi interessi si spostarono presto verso la politica. Dopo il college divise una stanza con il futuro conduttore Jon Stewart; i due rimasero in ottimi rapporti, tanto che Stewart, con la sua trasmissione, in futuro, avrebbe appoggiato Weiner nelle elezioni. Dopo aver conseguito un bachelor, Weiner cominciò a lavorare come collaboratore del deputato Chuck Schumer.
Nel 1991 fu eletto consigliere comunale della città di New York e mantenne il posto fino al 1998. In quell'anno infatti Chuck Schumer abbandonò la Camera dei Rappresentanti per affrontare Al D'Amato nella corsa al Senato. Weiner quindi si candidò per conquistare il seggio di Schumer e vinse le elezioni. Politicamente, Weiner è favorevole all'aborto e si batte per estendere il programma Medicare a tutti i cittadini statunitensi.
Nel 2002 ha votato a favore dell'impiego delle forze armate in Iraq, ma successivamente ha dichiarato di essersi pentito e ha chiesto il ritiro delle truppe. Più volte ha espresso pesanti critiche contro l'Arabia Saudita. Nel 2005 Weiner si è candidato a sindaco di New York, ma è stato sconfitto nelle primarie; nel 2009 invece ha ritirato all'ultimo momento la sua candidatura.

### Vita privata
Weiner è stato sposato con Huma Abedin, collaboratrice personale di Hillary Clinton. È anche molto amico dell'attore Ben Affleck, conosciuto mentre questi cercava ispirazione per il suo ruolo di deputato nel film State of Play.

### Scandali sessuali
In seguito allo scandalo sessuale che l'ha coinvolto a causa delle rivelazioni della pornostar Ginger Lee e delle sue foto hard postate su Twitter, ha deciso di rassegnare le dimissioni dalla Camera dei Rappresentanti il 17 giugno 2011.
Nel settembre 2017 è stato condannato a 21 mesi di prigione per l'accusa di aver mandato messaggi sessuali online a una ragazzina di quindici anni.